# Акакій (Кузнецов)
Чернець Акакій (в миру Андрій Кузнецов; (27 серпня (8 вересня) 1873 , Вологодська губернія  — 30 січня 1984 , Heinävesid, Санкт-Міхельська губернія )) — російський православний чернець, який на момент смерті був найстарішою людиною в скандинавських країнах і Фінляндії, поки найстарішою людиною не став Аарне Арвонен. У певний момент був найстарішим жителем, що народилися в Росії.

## Біографія
Народився 17 жовтня 1873 року в Вологодській губернії. Від народження страждав нейросенсорною приглухуватістю. Будучи підлітком, відправився в монастир, щоб уникнути служби в армії.
Він став працювати конюхом у Соловецькому монастирі на острові в Білому морі. У 1898 році він поїхав до Печензького монастиря в Петсамо, де після 15 років перебування в монастирі в 1913 році був пострижений у чернецтво з нареченням імені Акакій.
Монастирське життя було порушено Радянсько-фінською війною, і ченці перебралися в 1942 році в Ново-Валаамський монастир в Гірвенсалмі, куди ченці Печензького і Валаамського монастирів були переведені через війну. Отець Акакій доглядав за кіньми до 90 років, допоки монастир тримав коней.
Акакій вів аскетичний спосіб життя з дуже мізерною дієтою. Читання Біблії та молитви були його щоденним ритуалом до столітнього віку.
У віці 100 років він все ще міг ходити до церкви. Коли Акакію виповнилося 107, він отримав лист від муніципалітету Гірвенсалмі, в якому повідомлялось, що його зарахували до першого класу початкової школи, так як комп'ютерна програма оперувала лише двозначними числами і 107 років перетворилися на 7. Помилка дуже розвеселила Акакія.
Акакій помер 30 січня 1984 року у віці 110 років 106 днів в останню ніч своєї останньої Євхаристії.